# Sang a l'asfalt
Sang a l'asfalt (títol original: Checkpoint) és una pel·lícula de drama criminal britànica de 1956 dirigida per Ralph Thomas i protagonitzada per Anthony Steel, Odile Versois, Stanley Baker i James Robertson Justice. Està doblada al català.

## Argument
Després de matar uns quants policies italians durant un robatori, un lladre contractat per una empresa britànica de carreres d'automòbils ha de fugir a Suïssa disfressat de pilot d'automòbils durant una cursa.

## Repartiment
- Anthony Steel com Bill Fraser
- Odile Versois com Francesca
- Stanley Baker com O'Donovan
- James Robertson Justice com Warren Ingram
- Maurice Denham com Ted Thornhill
- Michael Medwin com Ginger
- Paul Muller com Petersen
- Lee Patterson com Johnny Carpenter
- Anne Heywood com Gabriela
- Anthony Oliver com Michael
- Philip Gilbert com Eddie
- McDonald Hobley com comentarista
- Robert Rietty com Frontier Guard
- Andreas Malandrinos com vigilant nocturn
- Dino Galvani com porter de l'hotel
- Jill Dixon com hostessa (sense acreditar)
- Harold Ayer com passatger de l'avió (sense acreditar)
- Mimmo Poli com cambrer (sense acreditar)

## Producció
Va ser la primera d'un nou acord de deu pel·lícules entre Rank Organisation i l'equip de Betty Box i Ralph Thomas.
Jeanne Crain va ser esmentada com una possibilitat per a la protagonista femenina.
La pel·lícula es va rodar als Pinewood Studios de Londres amb treballs d'ubicació a Itàlia, incloent imatges de la Mille Miglia i escenes al llac de Como. Es va basar en un guió original de Robert Estridge.
La pel·lícula presenta el Lotus Mark X Aston Martin. John Wyer i Roy Salvadori van treballar a la pel·lícula com a assessors. "Steel va manejar el cotxe amb una facilitat sorprenent, i no és una cosa fàcil de conduir", va dir Wyer.
Anthony Steel es va casar amb Anita Ekberg durant la realització de la pel·lícula. Va ser una de les últimes pel·lícules que va fer per a Rank Organisation.

## Recepció
Variety ho va anomenar "entreteniment emocionant".
Betty Box va escriure més tard que la pel·lícula "va ser, per alguna raó o altra, un èxit enorme al Japó, i com que els japonesos estaven bojos pels monos dels conductors blau pàl·lid, les cartes dels fans que vam rebre d'ells no eren, com és habitual, demanant-los per autògrafs o fotografies, volien saber on es podien comprar els monos”.